# Кейптаун Сіті
Футбольний клуб «Кейптаун Сіті» (англ. Cape Town City Football Club, афр. Kaapstad Sokkerklub) — південноафриканський професійний футбольний клуб, який базується в Кейптаун Сіті, який грає в Національній Соккер-лізі ПАР. Клуб був заснований у 2016 році. Попередній клуб під такою ж назвою був заснований у 1960 році, та розформований у 1977 році. Клуб грає домашні матчі на стадіоні «Кейптаун», та має тренувальну базу на стадіоні «Гартлівейл», який був основним стадіоном попереднього клубу з 1962 до 1977 року.

## Історія
Клуб «Кейптаун Сіті» було відроджено після того, як південноафриканський бізнесмен і колишній професійний футболіст Джон Комітіс придбав права на франшизу розформованого клубу «Мпумаланга Блек Ейсіз». Комітіс був одним із двох співзасновників клубу «Аякс Кейптаун» у 1999 році, але зрештою продав свої акції в 2013 році. У 2016 році Комітіс купив розформований клуб «Мпумаланга Блек Ейсіз», який базувався в Нелспрюйті, і перевів команду з ліцензією на франшизу в Кейптаун.

## Стадіон
«Кейптаун Сіті» проводить свої домашні матчі на стадіоні «Кейптаун» у передмісті Кейптауна Грін-Пойнт. У 2018 році клуб повідомив, що почне використовувати стадіон «Гартлівейл» як тренувальний комплекс, але продовжуватиме грати домашні матчі на стадіоні «Кейптаун». Клуб має намір побудувати стадіон на 10 тисяч місць у Гартлівейлі, будівництво якого розпочнеться до 2026 року.

## Суперництво
Кейптаун — це місто, в якому базуються багато футбольних клубів, тому в міті є багато різних дербі. Однак гра проти клубу «Кейптаун Сперс» (колишній клуб «Аякс Кейптаун») вважається найбільшим дербі. Друга команда Національної Соккер-ліги «Стелленбош» також вважається принциповим суперником «Кейптаун Сіті». Також існує суперництво з «Суперспорт Юнайтед» після фіналу Telkom Knockout 2016 року та фіналів Кубка Восьми у 2017 та 2018 роках, у яких грали обидва клуби.

## Легенди клубу
«Кейптаун Сіті» виплачує довічні нагороди видатній групі з 30 футбольних «Легенд Кейптауна». До цього списку входять такі відомі футболісти, як Табо Мнгомені, Девід Ньяті, Бен Андерсон, Бернард Гартце, Реджі Джантджіс, Фарук Абрагамс, Теко Модісе, Крейг Мартін, Едмілсон Дове і Лебоганг Маньяма. До списку також входить багаторічний капітан клубу Тамсанка Мхізе. Перший тренер клубу Ерік Тінклер забезпечив успіхи команди в перші роки її існування. Клубом також керував колишній південноафриканський футболіст Бенні Маккарті.

## Титули і досягнення
- Переможець Telkom Knockout (1): 2016
- Володар Кубка Восьми (1): 2018